# Castroverde de Cerrato
Castroverde de Cerrato és un municipi de la província de Valladolid, comarca de El Cerrato, subcomarca Páramos del Esgueva, la comunitat autònoma de Castella i Lleó, Espanya.

## Demografia
| 1991 | 1996 | 2001 | 2004 |
| ---- | ---- | ---- | ---- |
| 313  | 279  | 260  | 266  |